# Marc Eisenchteter
 (janvier 2012).
Si vous disposez d'ouvrages ou d'articles de référence ou si vous connaissez des sites web de qualité traitant du thème abordé ici, merci de compléter l'article en donnant les références utiles à sa vérifiabilité et en les liant à la section « Notes et références ».
Marc Eisenchteter est un scénariste, directeur de collection, producteur artistique et romancier franco-britannique. Il a notamment été le directeur de collection de deux des séries les plus populaires de la télévision française : PJ entre 2001 et 2008 et Capitaine Marleau depuis 2017.

## Biographie
Né en 1960 à Alger, diplômé de l’école de cinéma de New York University (Tisch School). Il a été monteur de court-métrage aux États-Unis, monteur de long-métrage chez Eurociné, responsable audiovisuel à bord du Foch en 1983 et 1984, script editor et staff writer sur des séries franco-américaines (Force de frappe  et Rintintin junior  en 1991), scénariste de téléfilms (Cérémonie Religieuse pour la série Le Lyonnais en 1991, Mars ou la terre  en 1997, Interdit de Vieillir  en 1998 avec Gérard Rinaldi, Ludmila Mikaël et Marion Cotillard ). 
D’abord spécialisé dans la direction artistique ou l’écriture de sitcoms chez Télé-Images (L'Annexe en 1993), puis à partir de 1997 dans les séries polar de 52 minutes en prime-time (coauteur et producteur artistique de Mission Protection Rapprochée pour TF1 avec Michel Creton, Souad Amidou et Ludivine Sagnier). Directeur d’écriture de 90 épisodes de PJ pour France 2, coauteur en 2007 du crossover entre PJ et Avocats et Associés,, créateur et coauteur de Détectives  pour France 2, Prix Télé Star/Télé Poche de la Meilleure série de l'année au Festival de la fiction TV de La Rochelle en 2014.
Il s’aventure parallèlement dans le transmédia (Detective Avenue, lauréat des Ateliers Orange de la création[source insuffisante]), le documentaire (le mystère de Vanikoro pour Thalassa, Orient Express, le voyage d'une légende  pour Arte),  le docu-fiction (Trafalgar, Napoléon, la Campagne de Russie et La guerre des As pour Arte) et le roman (Le Rallye des Incas et Les yeux rouges de Pékin au Fleuve Noir, et en 2008Ne plus mourir, jamais chez Calmann-Lévy puis J’ai Lu). 
Il initie et co-écrit en 2013 Vogue la vie pour France 2, inspiré par la création du premier équipage français de Dragon Ladies. Virginie Hocq, Naidra Ayadi et Sophie de La Rochefoucauld y interprètent des rescapées du cancer du sein.
En 2018, son dernier roman a fait l'objet d'une adaptation pour un épisode de Capitaine Marleau avec dans les rôles principaux Corinne Masiero et Isabelle Adjani. Et les saisons de Capitaine Marleau qu'il a co-écrites et dont il a dirigé l'écriture en 2018, 2019 et 2020 ont obtenu les meilleures audiences d'une série à la télévision française, toutes chaînes confondues[réf. nécessaire]. 
Il a enseigné l’écriture de sitcoms à la Femis et à la Télévision Suisse Romande, l’audiovisuel aux Universités de Bourgogne et de Manchester, et au Centro Sperimentale di Cinematografia à [[Milan|Milan[réf. nécessaire]]].